# Brauhaus In der Cronen

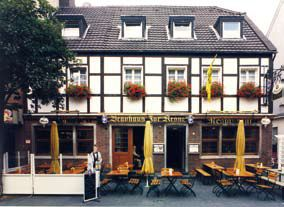
Die Außenansicht des Restaurants und Hotels "Brauhaus Zur Krone" in Bergheim

Das Brauhaus "In der Cronen" (welches heute „Brauhaus Zur Krone“ genannt wird) ist ein denkmalgeschütztes Fachwerkhaus auf der Hauptstraße Nr. 78 in der Innenstadt der Kreisstadt Bergheim im Rhein-Erft-Kreis.

## Baugeschichte und Architektur
An der Fernhandelsstraße Köln-Jülich-Aachen/Antwerpen gelegen, war Bergheim stets ein beliebter Rastort für Durchreisende, darum nahmen Gasthöfe schon früh einen wichtigen Stellenwert ein. Ein Beispiel ist das heutige „Brauhaus Zur Krone“, das auf eine 400-jährige Tradition zurückschauen kann. Bereits 1607/08 wird in der Bergheimer Hospitalrechnung ein Gasthof „In der Cronen“ erwähnt. Er dürfte Vorläufer des heutigen „Brauhauses Zur Krone“ sein. In der Mitte des 19. Jahrhunderts übernahm Karl Lippert die Gastwirtschaft „Zur Krone“. Er war aus Köln zugezogen, hatte 1844 eine Bergheimerin geheiratet und übte den Beruf des Postillions in Bergheim aus. 1851 wird er jedoch als Wirt bezeichnet.
1928 wurde der Gasthof umgebaut. Man legte das Fachwerk wieder frei, das zuvor verputzt gewesen war, und baute die rückwärtig gelegenen Pferdeställe und Remisen zu einem großen Saal um, der von den Bergheimern als beliebter Tanzsaal genutzt wurde. In dem alten Tanzsaal im 1. Stock errichtete man Fremdenzimmer. Der heutige Eigentümer, Karl Lippert, übernahm die Gastwirtschaft 1945 von seinen Eltern. Er ließ 1953 das alte Fachwerk im Erdgeschoss gegen Steinmauern austauschen und im Haus eine Kegelbahn errichten. 1965 wurde das Nachbarhaus hinzugekauft und in die Gaststätte integriert.
Neben der Gastwirtschaft „Brauhaus Zur Krone“ verläuft heute die Lippertgasse. Hier
floss früher die Mühlenerft mitten durch Bergheim. Ursprünglich überspannte eine Brücke den Fluss. Um 1900 ließ man ihn unterirdisch durch ein Rohr fließen. 1928 wurde auch die bis dahin noch frei
fließende Mühlenerft in der Lippertgasse verrohrt.

## Heutige Nutzung
Das „Brauhaus Zur Krone“ wird auch heute noch als Brauhaus, Restaurant sowie ebenfalls als Hotel mit „Bett+Bike“–Betrieb geführt. Eigentümerin ist noch heute die Familie Lippert.